# Nick Youngquest
Nick Youngquest (28 de julio de 1983, Sídney) es un jugador de rugby a 13 y modelo profesional. Se hizo famoso en el 2013 por ser el modelo de la campaña de la fragancia Invictus, de Paco Rabanne.

## Biografía
Nick Youngquest nació en Sídney, en una familia de ascendencia sueca.
Jugador de rugby en la National Rugby League, desde el año 2003.
En el año 2008 dejó del equipo, para unirse a los Canterbury Bulldogs.
Luego se trasladó a Europa, primero a Francia al Salanque Méditerranée de Pia, y luego, en el año 2009, a Inglaterra al Gateshead Thunder, equipo de Newcastle upon Tyne.
En el año 2010 se fue a Gales, siempre en la Super League, al equipo de los Crusaders de Cardiff y luego volvió a un equipo inglés, el Castleford Tigers.

### Modelo
Youngquest fue protagonista de la realización de un almanaque para financiar las actividades de la National Breast Cancer Foundation, organización australiana para investigación sobre el cáncer al pecho.
En su vida privada, Youngquest está casado desde el año 2009 con la bailarina australiana Kassy Lee y es modelo para Nous Model Management de Los Ángeles (Estados Unidos).
Ahora es modelo para Invictus, perfume de Paco Rabanne.